# Державна реєстрація
Державна реєстрація (лат. registratio — внесення до списку, переліку) — письмовий запис або фіксація іншим чином фактів, явищ, відомостей чи певних матеріальних об'єктів з метою їх державного обліку та контролю, засвідчення дійсності й надання їм законного (легітимного) статусу, а також вчинення інших реєстраційних дій.
Державна реєстрація є доказом обставин, що тягнуть за собою певні юридичні наслідки (наприклад, набуття з моменту реєстрації цивільної правоздатності та дієздатності суб'єктами підприємницької діяльності), та здійснюється у встановленому законодавством порядку уповноваженими державою органами, на які покладено також обов'язки щодо ведення, належного функціонування відповідного реєстру і надання інформації про реєстрацію та зареєстровані права.
Реєстрація в різних сферах людської діяльності:
- Реєстрація за місцем проживання.
- Реєстрація народження або шлюбу
- Реєстрація кандидата — етап виборчого процесу.
- Державна реєстрація юридичних осіб та фізичних осіб—підприємців.
- Державна реєстрація прав на нерухомість.
- Реєстрація на сайтах.